# Leukoma thaca
Leukoma thaca es una especie de molusco bivalvo de la familia Veneridae nativa de América del Sur. Se encuentra en las costas de Perú y Chile. Fue clasificado por Juan Ignacio Molina en 1782. Originalmente fue llamado Chama thaca.

## Descripción y distribución
La almeja tiene una vida media de 7 años, vive a una profundidad máxima de 20 m, a una temperatura media de 5 a 26 °C.
Esta especie está limitada desde la costa de Perú a 12 grados sur hasta la costa de Chile a 45 grados sur.